# OK Liga 2007-2008
L'OK Liga 2007-2008 è stata la 39ª edizione del torneo di primo livello del campionato spagnolo di hockey su pista; disputato tra il 15 settembre 2007 e il 10 giugno 2008 si è concluso con la vittoria del Barcellona, al suo ventunesimo titolo.

## Stagione

### Formula
L'OK Liga 2007-2008 vide ai nastri di partenza sedici club; la manifestazione fu organizzata con un girone all'italiana, con gare di andata e ritorno per un totale di 30 giornate: erano assegnati tre punti per l'incontro vinto, un punto a testa per l'incontro pareggiato e zero la sconfitta. Al termine della stagione regolare furono disputati i play-off tra le prime otto squadre classificate; la vincitrice venne proclamata campione di Spagna. Le squadre classificate dal quattordicesimo al sedicesimo posto retrocedettero direttamente in Primera División, il secondo livello del campionato.

## Classifica finale stagione regolare
|                   | Pos. | Squadra         | Pt | G  | V  | N  | P  | GF  | GS  | DR  |
| ----------------- | ---- | --------------- | -- | -- | -- | -- | -- | --- | --- | --- |
| Spagna (bandiera) | 1.   | Barcellona      | 78 | 30 | 25 | 3  | 2  | 123 | 48  | +75 |
|                   | 2.   | Reus Deportiu   | 60 | 30 | 17 | 9  | 4  | 113 | 71  | +42 |
|                   | 3.   | Liceo La Coruña | 53 | 30 | 16 | 5  | 9  | 92  | 66  | +26 |
|                   | 4.   | Vic             | 52 | 30 | 15 | 7  | 8  | 70  | 47  | +23 |
|                   | 5.   | Noia            | 51 | 30 | 15 | 6  | 9  | 77  | 66  | +11 |
|                   | 6.   | Blanes          | 49 | 30 | 15 | 4  | 11 | 70  | 57  | +13 |
|                   | 7.   | Tenerife        | 47 | 30 | 13 | 8  | 9  | 90  | 83  | +7  |
|                   | 8.   | Igualada        | 45 | 30 | 13 | 6  | 11 | 85  | 78  | +7  |
|                   | 9.   | Mataró          | 43 | 30 | 13 | 4  | 13 | 77  | 78  | -1  |
|                   | 10.  | Vilanova        | 38 | 30 | 10 | 8  | 12 | 64  | 75  | 11  |
|                   | 11.  | Lleida          | 31 | 30 | 8  | 7  | 15 | 73  | 87  | -14 |
|                   | 12.  | Lloret          | 30 | 30 | 7  | 9  | 14 | 58  | 82  | 24  |
|                   | 13.  | Voltregà        | 29 | 30 | 6  | 11 | 13 | 63  | 92  | -29 |
|                   | 14.  | Cerdanyola      | 29 | 30 | 8  | 5  | 17 | 70  | 94  | -24 |
|                   | 15.  | Vilafranca      | 28 | 30 | 8  | 4  | 18 | 65  | 94  | -29 |
|                   | 16.  | Oviedo          | 8  | 30 | 2  | 2  | 26 | 51  | 123 | -72 |

Legenda:
  Vincitore della Coppa del Re 2008.
  Partecipa ai play-off.
      Campione di Spagna e ammessa all'Eurolega 2008-2009.
      Ammesse all'Eurolega 2008-2009.
      Ammesse in Coppa CERS 2008-2009.
      Retrocesse in Primera División 2008-2009.
Note:
Tre punti a vittoria, uno a pareggio, zero a sconfitta.

## Play-off
|  | Quarti di finale | Quarti di finale | Quarti di finale | Quarti di finale | Quarti di finale | Quarti di finale | Quarti di finale |  |  | Semifinali | Semifinali      | Semifinali      | Semifinali      | Semifinali | Semifinali | Semifinali |      |   | Finale | Finale     | Finale | Finale | Finale | Finale | Finale |  |
|  |                  |                  |                  |                  |                  |                  |                  |  |  |            |                 |                 |                 |            |            |            |      |   |        |            |        |        |        |        |        |  |
|  | 1                | Barcellona       | Barcellona       | Barcellona       | 5                | 2                | 4(1)             |  |  |            |                 |                 |                 |            |            |            |      |   |        |            |        |        |        |        |        |  |
|  | 8                | Igualada         | Igualada         | Igualada         | 4                | 1                | 4(0)             |  |  | 1          | Barcellona      | Barcellona      | 3               | 4          | 3          | 3          |      |   |        |            |        |        |        |        |        |  |
|  | 4                | Vic              | Vic              | 4                | 4                | 1                | 3                |  |  | 5          | Noia            | Noia            | 5               | 1          | 2          | 1          |      |   |        |            |        |        |        |        |        |  |
|  | 5                | Noia             | Noia             | 5                | 2                | 4                | 5                |  |  |            |                 |                 |                 |            |            |            |      |   | 1      | Barcellona | 7      | 2      | 3(1)   | 3(1)   | 5      |  |
|  | 2                | Reus Deportiu    | 2                | 3                | 5                | 3                | 3                |  |  |            |                 | 2               | Reus Deportiu   | 0          | 3          | 3(2)       | 3(0) | 2 |        |            |        |        |        |        |        |  |
|  | 7                | Tenerife         | 3                | 2                | 2                | 5                | 0                |  |  | 2          | Reus Deportiu   | Reus Deportiu   | Reus Deportiu   | 4          | 1(1)       | 3(1)       |      |   |        |            |        |        |        |        |        |  |
|  | 3                | Liceo La Coruña  | 2                | 3(1)             | 1                | 0                | 6                |  |  | 3          | Liceo La Coruña | Liceo La Coruña | Liceo La Coruña | 1          | 1(0)       | 3(0)       |      |   |        |            |        |        |        |        |        |  |
|  | 6                | Blanes           | 0                | 3(0)             | 3                | 5                | 0                |  |  |            |                 |                 |                 |            |            |            |      |   |        |            |        |        |        |        |        |  |